# Panorama (São Paulo)
Panorama is een gemeente in de Braziliaanse deelstaat São Paulo. De gemeente telt 14.577 inwoners (schatting 2009).

## Geografie

### Aangrenzende gemeenten
De gemeente grenst aan Caiuá, Ouro Verde, Paulicéia, Presidente Epitácio, Santa Mercedes en Brasilândia (MS). In het Noordwesten wordt de gemeente begrensd door de rivier de Paraná.

## Religie
Het Christendom is als volgt in de stad aanwezig:

### Katholieke Kerk
De katholieke kerk in de gemeente maakt deel uit van het Bisdom Marília.

### Protestantse Kerk
De meest uiteenlopende evangelische overtuigingen zijn aanwezig in de stad, voornamelijk pinkstergelovigen, waaronder onder meer de Assemblies of God in Brazilië (de grootste evangelische kerk van het land) en de Christelijke Congregatie in Brazilië. Deze denominaties groeien steeds meer in heel Brazilië.